# Националсоциалистическо германско право
Националсоциалистическото германско право, или понякога само Германско право, е термин, използван за обозначение на разбирането за право по времето на Третия райх.
Основни теоретици на новото по онова време германско право, което по силата на 19-а точка (от 25-те точки) трябва да замени материалистичното римско право, са Ханс Франк, Карл Шмит и Хелмут Николай. Първият употребява израза „Германско право“ за означение на теорията и разбирането за право по онова време, а последният предпочита да го нарича Националсоциалистическо германско право, за да го отличава от правото по време на Салическия закон.
В историко-теоретичен контекст въпросът за собствено германското право и разграничението му от римското право е поставен и разработен още от Карл Савини и особено от Лоренц фон Щайн, Рудолф фон Гнайст, Ото фон Гирке, и донякъде и от Робърт фон Мол, а идеята на националсоциалистите е да създадат ново германско право. Като цяло за краткото време на просъществуване на новата Германска империя (1933 – 1945), това начинание, или по-скоро замисъл, се оказва непосилна задача в областта на гражданското право и след няколко изменения и допълнения в Германския граждански законник е изоставено поради избухването на Втората световна война.
Като цяло идеята за изграждане на ново германско право не се приема еднозначно и по-специално от по-старото поколение юристи, особено от южните католически райони на Германия, които пренебрегват националсоциалистическия възглед за изграждане на едно ново германско гражданско право въз основа на обичайното право, подчинението на индивидуалната свобода на върховенството на държавата и на народния дух. 

## ((de))Източници и литература (1933 – 1945)
1. ↑  Siehe die folgenden Einzelnachweise zu den verschiedenen Äußerungen. Die Quellen wurden erschlossen anhand der Zitierungen in der Sekundärliteratur:
  - Ингеборг Маус, Entwicklung und Funktionswandel der Theorie des bürgerlichen Rechtsstaats, in: dies., Rechtstheorie und Politische Theorie im Industriekapitalismus, Fink: München 1986 (urn:nbn:de:bvb:12-bsb00040886-9 via urn-revolver der DNB), 11 – 82 (74, Fn 191; Zitierung von Hans Frank, „Der deutsche Rechtsstaat Adolf Hitlers“, in: Deutsches Recht 1934, 120 – 123);
  - Ulrich Schellenberg, Die Rechtsstaatskritik. Vom liberalen zum nationalen und nationalsozialistischen Rechtsstaat, in: Ernst-Wolfgang Böckenförde (Hrsg.), Staatsrecht und Staatsrechtslehre im Dritten Reich (Recht – Justiz – Zeitgeschichte Bd. 41), Müller: Heidelberg 1985, 71 – 88 (83; [Fehl-]Zitierung von Edgar Tatarin-Tarnheyden, Grundlagen des Verwaltungsrechts im neuen Staat, in: Archiv des öffentlichen Rechts 1934, 345 – 358 (349): „deutsche[r] Rechtsstaat, der [im Original vielmehr: „‚deutsche Rechtsstaatlichkeit’ (…), die“] nie und nimmer mit dem manchesterlich-marxistischen liberalen Rechtsstaat seligen Angedenkens verwechselt werden darf.“)
  - Рихард Бюмлин/Хелмут Ридер, [Kommentierung zu] Art. 20 Abs. 1 – 3 III. Rechtsstaat, in: Richard Bäumlin et al., Kommentar zum Grundgesetz für die Bundesrepublik Deutschland. Band 1. Art. 1 – 20 (Reihe Alternativkommentare hrsg. von Rudolf Wassermann), Luchterhand: Neuwied/Darmstadt, 1340 – 1389 (1359, Rn 24: Zitierung von Carl Schmitts [Der Rechtsstaat, in: Hans Frank (Hrsg.), Nationalsozialistisches Handbuch für Recht und Gesetzgebung, Eher: München 1935, 3 – 10 (10)] Bezugnahme auf Franks Wendung).
  - Wolfgang Schuller, Der Rechtsstaat bei Carl Schmitt. Der Einbruch der Zeit in das Spiel, in: Rudolf Morsey/Helmut Quaritsch/Heinrich Siedentopf (Hrsg.), Staat, Politik, Verwaltung in Europa. Gedächtnisschrift für Roman Schnur, Duncker & Humblot: Berlin 1997, 117 – 133 (129; Zitierung in indirekter Rede von „etwas Urdeutsches“ in Bezug auf den Rechtsstaat als Äußerung von Kurt Groß-Fengels, Der Streit um den Rechtsstaat, Nolte: Düsseldorf 1936 [zugl. Diss. Uni Marburg 1936] [bei Schuller ohne Seitenangabe])
  - und im übrigen den Literaturangaben von Christian Hilger, Rechtsstaatsbegriffe im Dritten Reich. Eine Strukturanalyse, Mohr Siebeck: Tübingen, 2003.
2. ↑  Siehe dazu die Einzelnachweise im Abschnitt Bewertung in der nachnationalsozialistischen Forschung.

- Hans Frank, Der deutsche Rechtsstaat Adolf Hitlers, in: Deutsches Recht 1934, 120 – 123.
- Kurt Groß-Fengels, Der Streit um den Rechtsstaat, Nolte: Düsseldorf 1936 (zugl. Diss. Uni Marburg 1936).
- Otto Koellreutter, Der nationale Rechtsstaat, in: Deutsche Juristen-Zeitung 1933, Sp. 517 – 523.
- Günther Krauß/Otto von Schweinichen, Disputation über den Rechtsstaat mit einer Einleitung und einem Nachwort von Carl Schmitt, Hanseatische Verlagsanstalt: Hamburg 1935.
- Heinrich Lange, Vom Gesetzesstaat zum Rechtsstaat, Hanseatische Verlagsanstalt: Hamburg 1934.
- Carl Schmitt, Nationalsozialismus und Rechtsstaat, in: Juristische Wochenschrift 1934, 713 – 718 = Deutsche Verwaltung 1934, 35 – 42.
- ders., Was bedeutet der Streit um den „Rechtsstaat“?, in: Zeitschrift für die gesamte Staatswissenschaft 1935, 189 – 201.
- Edgar Tatarin-Tarnheyden, Verfassungsneubau zum völkischen Rechtsstaat, in: Deutsche Juristen-Zeitung 1933, Sp. 1224 – 1230.